# 赏花节
赏花节又名看花节，盛行于中国四川省阿坝藏族自治州马尔康地区，每年农历六月的时候，当地藏族人民聚集在一起，欣赏山野的鲜花，享受大自然的恩赐。